# Malataverne (roman)
Ne doit pas être confondu avec Maltaverne (roman).
Malataverne est un roman de Bernard Clavel, sans doute l'un des plus connus, qui paraît en 1960 aux éditions Robert Laffont, puis en collection de poche aux éditions J'ai lu en 1976.
À partir de 1956, Bernard Clavel a écrit trois grandes séries romanesques, des nouvelles et des livres pour la jeunesse, mais aussi beaucoup de romans qui développent souvent des thèmes sur la défense de la nature et l'environnement ainsi que le rejet de la guerre et de la violence. Il a d'ailleurs contribué à des articles ou des actions contre toute forme de violence, et contre la peine de mort.
Malataverne développe le thème de la violence et de ses conséquences, même si cette violence n'est pas voulue a priori, même si elle s'exerce au corps défendant des protagonistes.

## Présentation
Introduction
Malataverne a connu un succès considérable qui ne s'est guère démenti depuis parce que sans doute, outre les dispositions de conteur de son auteur, il se situe entre l'histoire romanesque et le récit pour la jeunesse, cher à Bernard Clavel qui en a écrit de nombreux, où les héros de l'histoire sont trois adolescents entraînés dans un drame dont ils n'ont pas perçu l'enchaînement tragique.
Ce n'est donc pas un hasard s'il a dédié ce livre à ses trois fils Roland, Gérard et Yves.
Cette histoire est aussi un formidable support pédagogique, utilisé dans l'enseignement pour permettre de réfléchir à la notion de responsabilité et de libre arbitre, à la question du passage à l'acte et de ses conditions. Elle permet également d'exercer son imagination en réécrivant le scénario ou en inventant des suites possibles à cette histoire.
D'emblée, Bernard Clavel plante le décor dans une région qu'il connaît bien pour y avoir séjourné longtemps : la région lyonnaise. Cette fois, ce n'est pas la ville de Lyon ou les rives du Rhône, mais les monts du lyonnais, série d'escarpements situés sur la rive droite du Rhône. Le repérage géographique est simple puisque Bernard Clavel prend la peine de citer les lieux où se déroule l'action : les monts d'Aveize, les villages de Duerne et d'Yzeron, et l'Orgeole, rivière d'à peine 5 km, qui descend de Duerne à Sainte-Foy-l'Argentière.
Genèse du roman
Dans Bernard Clavel, qui êtes-vous , Bernard Clavel interrogé par la journaliste Adeline Rivard à propos de Malataverne, donne ces précisions : « Malataverne est une histoire d'adolescents, mais qui me vient de mon enfance. Quand on est gosse, on admire toujours beaucoup ceux qu'on appelle 'les grands'. Or je devais avoir six ou sept ans quand trois jeunes gens, de quinze, seize ans, entraînés par un plus âgé, ont commis un crime dans une ferme située aux environs de Lons-le-Saunier. Je connaissais ces garçons-là. Tous étaient de 'bonne famille'. Et je suivais cette affaire avec d'autant d'attention qu'un ami de mon père, qui n'habitait pas la ville, était juré au procès… chaque soir… il nous parlait du procès, de ces garçons que rien ne semble destiner au meurtre.»

## Résumé

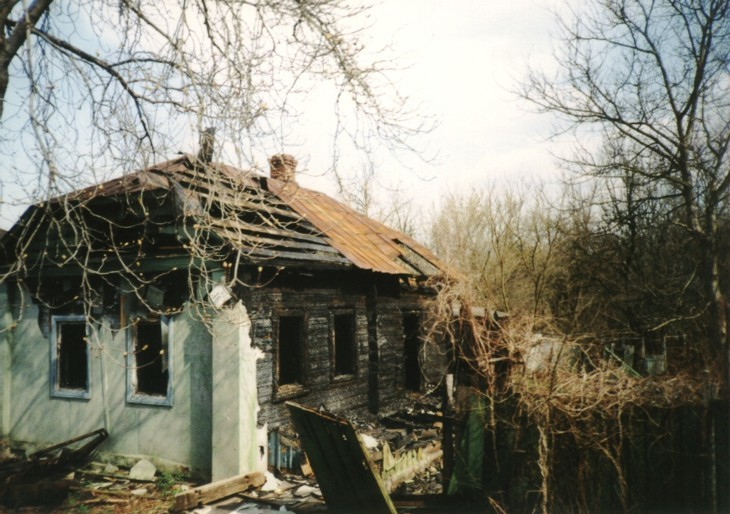
Ferme abandonnée

Ce roman part d'une histoire vraie, un fait divers qui avait marqué les gens d'un village du Jura où il s'était produit :
l’histoire de trois adolescents dont Bernard Clavel avait entendu parler dans son enfance. Tous les trois avaient assassiné une vieille dame qui habitait une ferme isolée, provoquant stupeur et indignation dans le village. Qu'est-ce qui avait bien pu les pousser à agir de la sorte, devenir des meurtriers alors que rien ne les y prédisposait ?
Dans le roman, ces trois adolescents sont trois copains aussi différents de caractère que possible. Serge, un blondinet à l'aspect fragile, Christophe le fils de l'épicier et Robert, le héros du roman, apprenti-plombier qui fuit l'univers familial et la violence de son père.
Ils ne sont pas à proprement parler des voyous, simplement ils ne se sentent pas intégrés au monde des adultes, ont des aspirations différentes, ce qui n'est le signe que d'un conflit de générations assez commun. Mais ils semblent répéter la fable de l'œuf et du bœuf, passer du larcin au vol qui tourne mal. Au départ un simple vol de fromages, puis ils s'enhardissent, décident de s'attaquer au logis, modeste mais isolé, de la mère Vintard.
Seul Robert n'est pas très enthousiasmé par cette perspective. Il hésite, tergiverse, pense aux beaux yeux clairs de Gilberte, la fille d'un fermier voisin. Et finalement, accepte de se joindre à ses deux amis pour une expédition nocturne.
Mais Malataverne, comme son nom l'indique, est un lieu maudit. L'aventure devient agression, vire au sordide et au meurtre, Robert ne peut plus supporter tout ce sang, alors pour effacer ce spectacle, supporter l'insupportable, il faut aussi que Serge soit sacrifié.

## Héritage et postérité
Retour à Malataverne
Dans son neuvième roman paru en 2022 chez Mü Éditions, Retour à Malataverne, l'auteur Pierre Léauté s'empare des personnages de Malataverne et offre une suite quelque soixante ans après l'œuvre originale.
En 1976, sous le soleil de plomb d’un été caniculaire, Robert Paillot, tout juste sorti de prison, rejoint son père à Sainte-Luce, dans les monts du Lyonnais, et tente de reprendre une vie normale dans le village qui l’a vu grandir. Son retour fait jaillir les souvenirs douloureux du meurtre pour lequel il a été condamné, et c’est au creux des collines, dans les ruines de Malataverne, théâtre maudit du drame, que tout se jouera, encore une fois.

## Notes et références

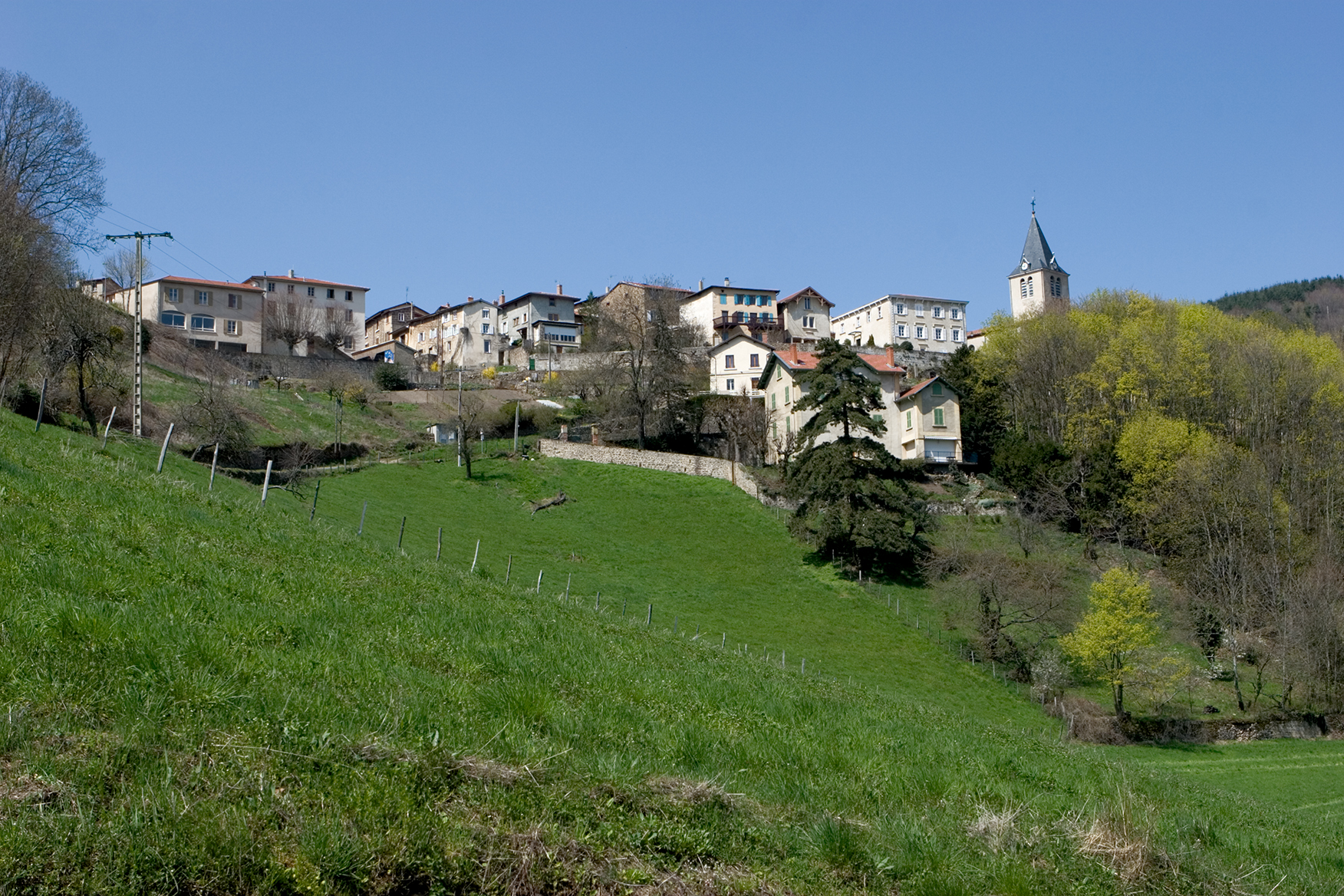
Monts du lyonnais : vue d'Yzeron
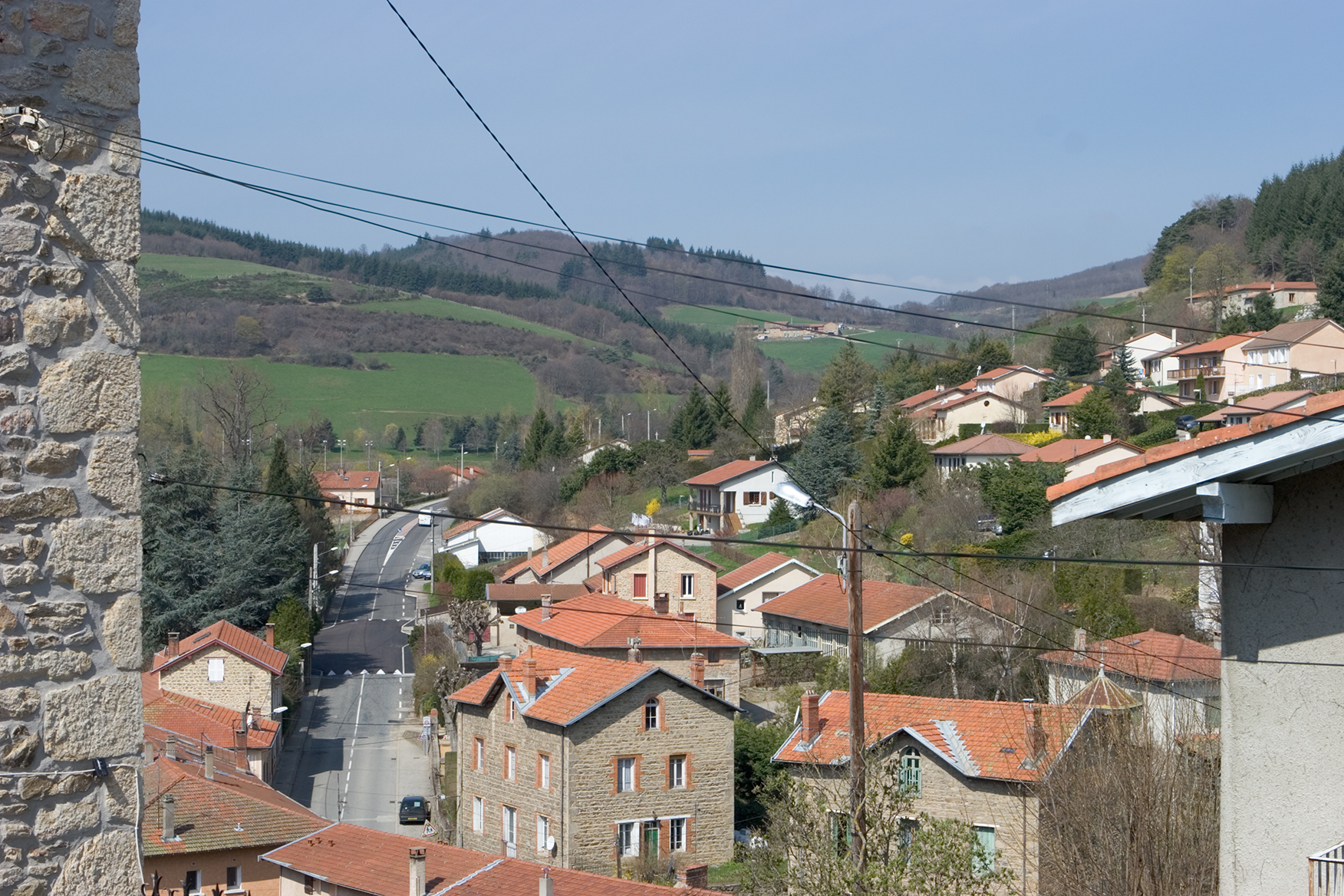
Monts du lyonnais : Yzeron, bois et prés
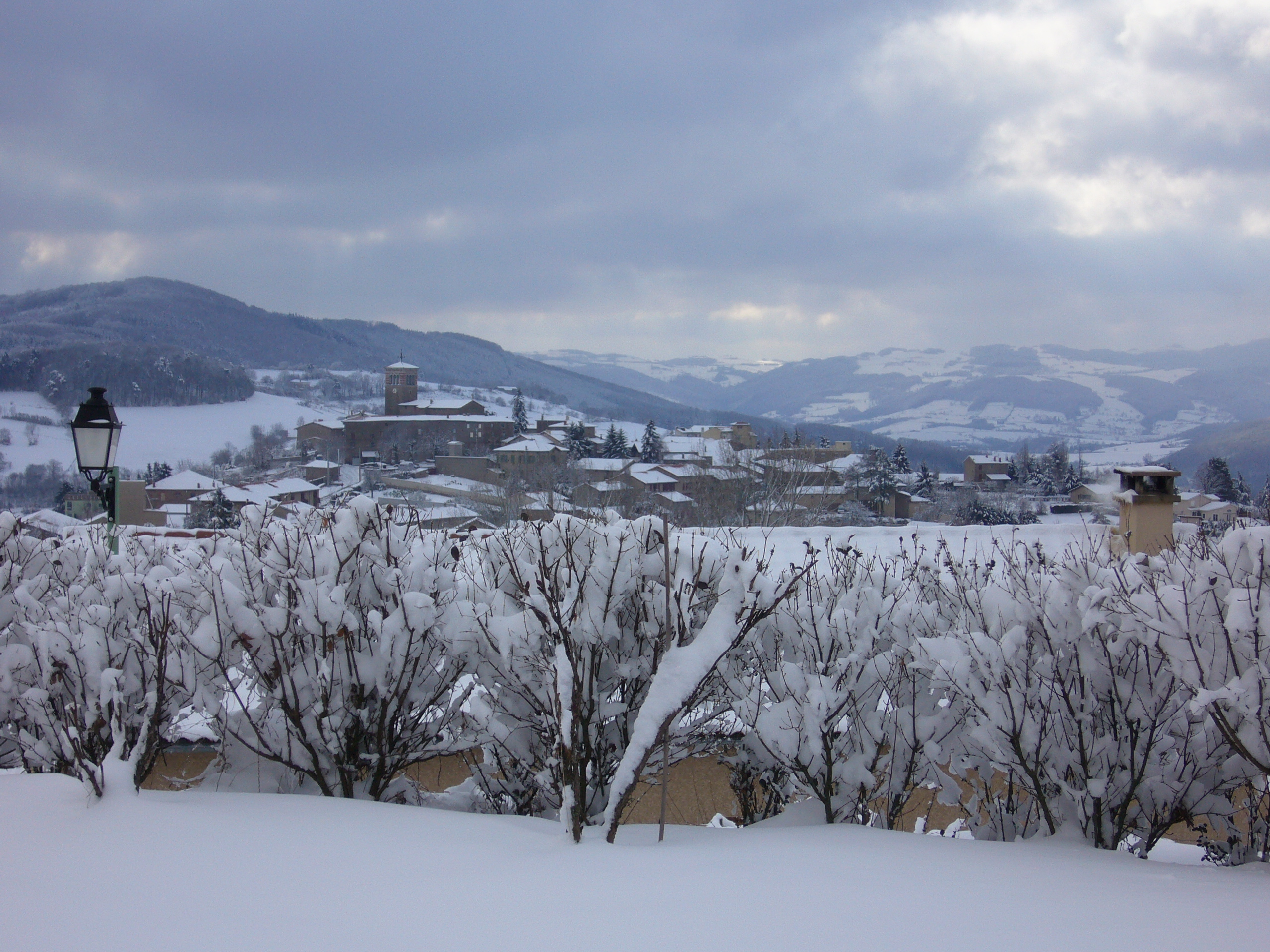
Monts du lyonnais : Village de Montrottier sous la neige
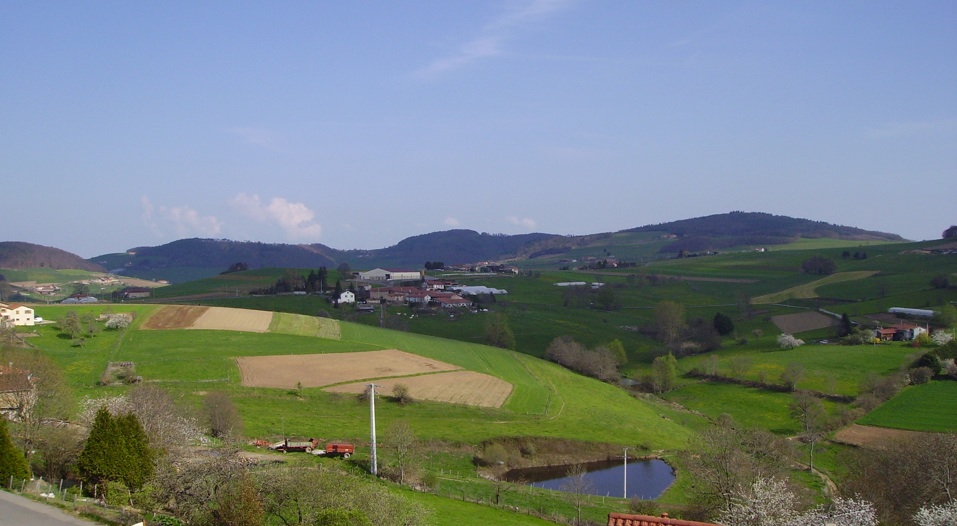
Monts du lyonnais : Vers saint-Martin-en-haut